# Den of Thieves
Den of Thieves is een Amerikaanse kraakfilm uit 2018, geschreven en geregisseerd door Christian Gudegast. De hoofdrollen worden vertolkt door Gerard Butler, Pablo Schreiber, O'Shea Jackson jr. en Curtis "50 Cent" Jackson.

## Verhaal
In Los Angeles pleegt een groep voormalige mariniers onder leiding van Ray Merrimen een overval op een gepantserde geldauto van de overheid. De politie arriveerde ter plaatse om een vuurgevecht aan te gaan, waarbij een bendelid en vier politieagenten om het leven kwamen. De bandieten ontsnapten met de lege geldauto. Rechercheur Nick O'Brien onderzoekt deze zaak. Nicks team ontvoert Donnie Wilson, een barman die Ray kent voor een getuigenis. Donnie onthult hoe hij Ray ontmoette en de rol van chauffeur van de bende op zich nam. Hij beschreef de grote hoeveelheid geld die tijdens de eerste missie van de band werd beroofd, maar maakte hun toekomstplannen niet bekend. Donnie werd later vrijgelaten. Ray bedenkt een plan voor de bende om de Federal Reserve Bank te beroven. Hij zei dat er elke dag $ 30 miljoen zal zijn die niet mag circuleren en vernietigd zal worden. De bandieten moeten bij de bank inbreken om $ 30 miljoen te stelen voordat het geld wordt vernietigd, zodat ze het schone onvindbare geld hebben.
Maar om binnen deze bank te komen, moeten ze door een dicht beveiligingssysteem en veel moeilijke procedures. Nicks team volgt Donnie, ze zien hem de Federal Bank in en uit gaan terwijl hij zich voordoet als een Chinese voedselbezorger. Ray ontdekt dat Donnie contact heeft met de politie, maar hij zegt tegen Donnie dat hij ervoor moet zorgen dat Nick weet wanneer hun bandieten zijn vertrokken. Donnie onthulde vervolgens de datum van de actie aan Nick, maar maakte de locatie niet bekend. Op de dag van de missie viel de bende een kleine bank aan, nam gijzelaars, eiste losgeld en een helikopter. Nick en de politie kwamen om de buitenkant te omsingelen. De bandieten dwongen de manager om de kluis te openen, ze veroorzaakten een enorme explosie die de ramen verbrijzelde, waardoor iedereen buiten dacht dat ze de deur van de kluis hadden opgeblazen. Nick breekt de bank binnen om de nog levende gijzelaars te vinden en er is een gat in de vloer dat de bandieten gebruikten om te ontsnappen. Nick realiseert zich dat deze bank niet het hoofddoel van de overvallers is.
De bandieten gingen naar een andere locatie en vermomden zich toen als veiligheidsagenten, met behulp van een gepantserde geldauto en grote hoeveelheden geld naar de Federal Bank om $ 30 miljoen te krijgen. Donnie verstopt zich in de spaarpot die in de bank is geduwd. De elektromagnetische pulsmachine werd geactiveerd om het beveiligingssysteem uit te schakelen, en Donnie ging naar buiten om het geld op te halen dat op het punt stond vernietigd te worden, hij wikkelde ze in kleine zakjes en gooide ze in de prullenbak. Donnie ontsnapt door het ventilatiegat naar een nabijgelegen toilet, van waaruit ze zich vermomt als bezorger naar de voordeur. De bandieten kaapten vervolgens de vuilniswagen om het afval met het geld op te halen. Nicks team was op weg om de bandieten op te sporen toen ze Donnie grepen en hem dwongen de locatie van zijn handlangers te onthullen. Nicks team en Ray's bandieten ontdekken elkaar in een file. Er ontstaat een felle vuurgevecht tussen de twee facties terwijl Donnie geboeid zit in de politiewagen.
De hele bende overvallers wordt uitgeschakeld nadat ze een politieagent hadden gedood en twee andere politieagenten hadden verwond. De politie controleerde de auto van de overvallers en ontdekte dat er alleen een stapel papieren was maar geen geld. Donnie vluchtte ook tijdens het vuurgevecht. Nick ging naar de pub waar Donnie werkte, maar hoorde daar dat Donnie ermee is gestopt. Als hij in de pub naar de foto's van Donnie en zijn goede vrienden aan de muur keek, realiseerde Nick zich iets. Donnie is het echte brein en ook degene die alle missies heeft gepland. Hij profiteerde van Ray's bandieten, nadat hij het geld had gekregen, wisselden zijn goede vrienden het geld uit met een stapel papier. Donnie onthulde de locatie van de bandieten om de hand van het politieteam te lenen om ze te vernietigen, waarna hij en zijn beste vrienden ontsnapten met het geld. Momenteel leven Donnie en een groep goede vrienden gelukkig in Londen.

## Rolverdeling
| Acteur                   | Personage                            |
| ------------------------ | ------------------------------------ |
| Gerard Butler            | Rechercheur Nick "Big Nick" O'Brien  |
| Pablo Schreiber          | Ray Merrimen                         |
| O'Shea Jackson jr.       | Donnie Wilson                        |
| Curtis "50 Cent" Jackson | Enson Levoux                         |
| Meadow Williams          | Holly                                |
| Maurice Compte           | Rechercheur Benny "Borracho" Magalon |
| Brian Van Holt           | Rechercheur Murph Connors            |
| Evan Jones               | Bo "Bosco" Ostroman                  |
| Mo McRae                 | Rechercheur Gus Henderson            |
| Kaiwi Lyman-Mersereau    | Rechercheur "Tony Z" Zapata          |
| Dawn Olivieri            | Debbie O'Brien                       |
| Eric Braeden             | Ziggy Zerhusen                       |
| Jordan Bridges           | Lobbin' Bob                          |
| Cooper Andrews           | Mack                                 |
| Max Holloway             | Bas                                  |
| Michael Bisping          | Connor                               |

## Productie
De film was ongeveer veertien jaar in ontwikkeling, waar regisseur Christian Gudegast en een schrijfpartner in 2003 een blinde deal hadden met New Line Cinema. Het project zou later ook worden gedistribueerd door het inmiddels ter ziele gegane Relativity Media. Jay Dobyns die het personage Wolfgang speelde, was een voormalig special agent en undercoveragent bij de BATFE en diende als adviseur voor deze film.
De productie begon in januari 2017. De director of photography Terry Stacey, nam de film op met de Arri Alexa XT Plus digitale filmcamera. Hoewel Den of Thieves zich afspeelt in Los Angeles werd het voornamelijk gefilmd in en rond Atlanta. Luchtfoto's van Los Angeles waren onder meer de Vincent Thomas-brug, de federale gevangenis Federal Correctional Institution, Terminal Island en de skyline van Downtown Los Angeles.

## Release en ontvangst
Den of Thieves werd gedistribueerd door STX Entertainment en uitgebracht in de Verenigde Staten op 19 januari 2018. De film ontving gemengde recensies en bracht wereldwijd 80 miljoen Amerikaanse dollar op. Op Rotten Tomatoes heeft Den of Thieves een waarde van 42% en een gemiddelde score van 5,1/10, gebaseerd op 137 recensies. Op Metacritic heeft de film een gemiddelde score van 49/100, gebaseerd op 24 recensies.

## Vervolg
De ontwikkeling van een vervolg werd aangekondigd in februari 2018, waarbij Gudegast zich had aangemeld om terug te keren om te schrijven en te regisseren.